# Tankimbo
Tankimbo est une commune rurale située dans le département de Matiacoali de la province du Gourma dans la région de l'Est au Burkina Faso.

## Géographie
Tankimbo est située à 6 km à l'Ouest de Matiacoali et de la route nationale 4.

## Santé et éducation
Le centre de soins le plus proche de Tankimbo est le centre de santé et de promotion sociale (CSPS) de Matiacoali.